# 백성호 (1969년)
백성호(白星鎬, 1969년 6월 15일~)은 대한민국의 제6·7·8대 전라남도 광양시의원이다. 그리고 전라남도 광양시 출신이다.

## 학력
- 금도국민학교 (폐교) 졸업
- 태금중학교 (폐교) 졸업
- 순천금당고등학교 2년 중퇴
- 한국방송통신대학교 교육학과 4학년 휴학

## 경력
- 전국건설노동조합 조합원
- 2008~2009 전국건설노조 광주광역시·전라남도 건설기계지부 광양지회장
- 민주노동당 광양시위원회 무상급식추진단장
- 2010.07~2014.06 제6대 전라남도 광양시의회 의원
- 2010.07~2012.07 제6대 전라남도 광양시의회 전반기 의회운영위원회 위원
- 2010.07~2012.07 제6대 전라남도 광양시의회 전반기 산업건설위원회 위원
- 2010.07~2012.07 제6대 전라남도 광양시의회 전반기 예산결산특별위원회 위원장
- 2011.02~2011.02 제6대 전라남도 광양시의회 광양만권u-IT연구소행정사무조사특별위원회 위원
- 2012.07~2014.06 제6대 전라남도 광양시의회 후반기 총무위원회 위원
- 2012.07~2014.06 제6대 전라남도 광양시의회 후반기 의회운영위원회 위원
- 2012.07~2014.06 제6대 전라남도 광양시의회 후반기 산업건설위원회 위원장
- 2012.07~2014.06 제6대 전라남도 광양시의회 후반기 예산결산특별위원회 위원
- 2014.07~2018.06 제7대 전라남도 광양시의회 의원
- 2014.07~2016.07 제7대 전라남도 광양시의회 전반기 총무위원회 위원
- 2014.07~2016.07 제7대 전라남도 광양시의회 전반기 산업건설위원회 위원
- 2014.07~2016.07 제7대 전라남도 광양시의회 전반기 예산결산특별위원회 위원
- 2016.07~2018.06 제7대 전라남도 광양시의회 후반기 총무위원회 위원
- 2016.07~2018.06 제7대 전라남도 광양시의회 후반기 산업건설위원회 위원
- 2016.07~2018.06 제7대 전라남도 광양시의회 후반기 의회운영위원회 위원장
- 2016.07~2018.06 제7대 전라남도 광양시의회 후반기 예산결산특별위원회 위원
- 2018.07~2022.06 제8대 전라남도 광양시의회 의원
- 2018.07~2020.07 제8대 전라남도 광양시의회 전반기 의회운영위원회 위원
- 2018.07~2020.07 제8대 전라남도 광양시의회 전반기 총무위원회 위원장
- 2018.07~2020.07 제8대 전라남도 광양시의회 전반기 예산결산특별위원회 위원
- 2020.07~2022.06 제8대 전라남도 광양시의회 후반기 윤리특별위원회 위원
- 2020.07~2022.06 제8대 전라남도 광양시의회 후반기 산업건설위원회 위원

## 역대 선거 결과
|  | 23.47% |

|  | 16.01% |

|  | 13.41% |

|  | 22.93% |